# Perth (Dakota del Norte)
Perth es una ciudad ubicada en el condado de Towner en el estado estadounidense de Dakota del Norte. En el censo de 2010 tenía una población de 9 habitantes y una densidad poblacional de 26,53 personas por km².

## Geografía
Perth se encuentra ubicada en las coordenadas 48°42′54″N 99°27′29″O / 48.71500, -99.45806. Según la Oficina del Censo de los Estados Unidos, Perth tiene una superficie total de 0.34 km², de la cual 0.34 km² corresponden a tierra firme y (0%) 0 km² es agua.

## Demografía
Según el censo de 2010, había 9 personas residiendo en Perth. La densidad de población era de 26,53 hab./km². De los 9 habitantes, Perth estaba compuesto por el 100% blancos, el 0% eran afroamericanos, el 0% eran amerindios, el 0% eran asiáticos, el 0% eran isleños del Pacífico, el 0% eran de otras razas y el 0% pertenecían a dos o más razas. Del total de la población el 0% eran hispanos o latinos de cualquier raza.